# Imortalism
Imortalism (din lat. immortalitas - nemurire) - o sistemă  de concepții, bazată  pe năzuința de a evita moartea fizică sau măcar de a o amîna. Deseori se utilizează ca un sinonim al filozofiei imortaliste.
Căutarea veții veșnice, năzuința spre nemurire este una din cele mai profunde aspirații umane, care anticipează  transumanismul cu mii de ani. Căutarea această stă la baza apariției majorității doctrinelor religioase, este tema cea mai importantă a culturii mondiale.
Trebuie să distingem imortalismul științific și cel ezoteric, care se deosebesc radical unul de altul din punct de vedere al metodelor presupuse pentru atingerea scopului.

## Imortalism  științific
O sistemă de concepții, bazată pe năzuința de a amîna maximal moartea fizică, sprijinindu-se pe realizări ale științelor exacte, naturale și tehnice. Imortalismul științific este partea cea mai importantă a transumanismului și a cosmismului rus.
Conform datelor sondării, realizate printre savanți ai SUA, 50% din ei cred  în posibilitate a nemuririi personale a omului (numai 40% de chestionați s-au numit oameni religioși) . Nemurirea, paralel cu crearea mașinelor superintelectuale și rezolvarea problemei călătoriilor interstelare, este considerată drept unul din principale scopuri îndelungate ale științei aplicate .
La posibilitate a rezolvării problemei date indică faptul existenței organismelor multicelulare  și a culturelor celulare, care practic nu îmbătrînesc: este cunoscut un caz, când o cultură a celulelor canceroase există peste 50 de ani; plantele se reproduc vegetativ  și (într-un anumit sens) nu mor; somonul atlantic, în care parazitează o larvă de scoică de mărgăritar, poate trăi extrem de lung, întrucît larva secretează o substanță, care nu permite somonului să îmbătrînesc; Thomas Abert, zoolog din Universitate de Oregon, a stabilit, că unii indivizi de arici-de-mare trăesc peste două sute de ani, rămînînd fertili; broaște-țestoase gigantice mor de foame, pentru că le devine greu să  poarte carapacea, care se mărește, dar organismele lor nu  îmbătrînesc.
În conformitate cu baza datelor cea mai mare de îmbătrînire și durata veții animalelor AnAge, în prezent sunt găsite 7 specii de organisme multicelulare, care practic nu îmbătrînesc - Sebastes aleutianus, Chrysemus picta, Emydoidea blandingii, Terrapene carolina,Strongylocentrotus franciscanus, Arctica islandica, Pinus longaeva. 
La congresul gerontologic mondial, care a avut loc în anul 2009  și a adunat pe cei mai mari specialiști în acest domeniu, una din sesii a fost numită  în felul următor: "Îmbătrînirea omului nu mai este o problemă biologică de nerezolvat".  Știința contemporană se mișcă în direcția măririi radicale a duratei veții. Mulțumită inventării antibioticilor  și altor succese ale medicinii, în cursul secolului XX durata medie a veții  în  țări dezvoltate a crescut de la 47 pînă la 77 de ani. Mărirea ulterioară a duratei veții umane - pînă la 100 - 120 de ani  și mai mult - probabil, va cere o schimbare serioasă a structurii organizmului omenesc atît la nivel molecular, cît și la nivel al structurii organelor  și al scheletului. Aceasta este deja o problemă din domeniul transumanismului, care ese departe  în afara limitelor medicinii contemporane.           
După părerea fizicianului R.Feynman, nu există nici un principiu fundamental, care ar limita durata veții sau ar interzice nemurirea: "Dacă un om ar hotărî să construiască  motorul veșnic, el s-ar lovi de interdicție în formă de o lege fizică. Spre deosebire de această situație, în biologie nu este nici o lege, care ar afirma finalitatea obligatorie a veții fiecărui individ".

## Lupta politică pentru imortalism
În iulie anului 2012 mai întîi în Rusia , iar apoi în SUA, Israel și Olanda au anunțat  despre începutul creării partidelor politice pentru prelungire a veții. Activul partidelor  în principal este reprezentat de imortaliști. Aceste partide se pregătesc să acorde sprijinul politic revoluției tehnico-științifice, care are loc acum   în domeniul prelungirii veții și al asigurării trecerii maximal rapide și în acelaș  timp nedureroase a societății la etapă următoare a dezvoltării sale cu mărire radicală a duratei veții umane, întinerire și oprire a îmbătrînirii, ca majoritatea oamenilor, care trăesc în prezent, să reușească să se folosească de realizări ale  științei și să  mărească vețile lor cît mai lung posibil.